# Problem (bài hát của Ariana Grande)
"Problem" là ca khúc được thu âm bởi nữ ca sĩ người Mỹ Ariana Grande, hợp tác cùng nữ rapper Úc, Iggy Azalea. Bài hát được phát hành bởi Republic Records vào ngày 28 tháng 4 năm 2014, dưới dạng đĩa đơn đầu tiên trích từ album phòng thu thứ hai My Everything của Grande. Ca khúc do chính Grande cùng Savan Kotecha, Azalea, Ilya và Max Martin viết, với Ilya, Max và Shellback trong vai trò sản xuất. "Problem" là một bài hát pop và R&B với tiết tấu nhanh, cùng những âm thanh của drums, saxophone và trumpets. Phần điệp khúc của bài có sự xuất hiện của nghệ sĩ hip hop Big Sean trong phần nhạc nền nhưng không được ghi tên vào phần tham gia ca khúc này. Theo lời nhạc, bài hát diễn tả "cảm xúc cực kì sợ hãi khi phải tiếp xúc lại với một mối quan hệ không đứng đắn -- nhưng bạn lại muốn nó hơn bất cứ thứ gì khác".
"Problem" nhận được nhiều ý kiến tích cực từ phía các nhà phê bình nghệ thuật; nhiều người đề cao phần sản xuất ca khúc nhờ vào tiếng kèn saxophone trong bài, trong khi nhiều người lại tán dương phần âm điệu xưa và ảnh hưởng của những năm 90 trong ca khúc. Ca khúc này đạt vị trí thứ ba tại Billboard Hot 100 ngay trong tuần đầu tiên, với 438.000 bản được tiêu thụ, trở thành ca khúc có lượng đĩa dưới dạng kĩ thuật số được tiêu thụ lớn nhất của Grande. Ca khúc này sau đó đạt vị trí thứ hai, vượt mặt "The Way" để trở thành đĩa đơn ăn khách nhất của cô tại thị trường Hoa Kỳ. Đây cũng là đĩa đơn đạt thứ hạng cao nhất của Azalea tại Hoa Kỳ, đứng sau đĩa đơn của chính cô mang tên "Fancy". "Problem" nằm trong top 10 Billboard Hot 100 trong suốt 16 tuần đầu tiên với lần mở đầu tại vị trí thứ 3 vào ngày 7 tháng 5 năm 2014, trước khi lọt khỏi top 10 vào ngày 27 tháng 8 năm 2014. Đĩa đơn cũng là thành công trên toàn thế giới, khi đạt vị trí đầu bảng tại Ireland, New Zealand, Scotland và Anh Quốc, đồng thời nằm trong top 10 tại hầu hết các nơi khác, bao gồm Úc, Canada, Thụy Sĩ, Đan Mạch và Hy Lạp. "Problem" cũng lập kỉ lục tại Anh Quốc khi là đĩa đơn đầu tiên dẫn đầu tại đó chỉ dựa trên lượng doanh số`và điểm trực tuyến. Nó cũng đạt ngôi đầu Billboard Pop và Rhythmic Songs Airplay Charts.
Để quảng bá cho ca khúc, Grande trình diễn nó tại phần mở màn của Lễ trao giải Radio Disney Music Awards năm 2014, iHeartRadio 2014, The Ellen DeGeneres Show và tại Billboard Music Awards 2014. Một video ca nhạc cũng được ghi hình ngay sau ngày phát hành với sự tham gia của Nev Todorovic trong vai trò đạo diễn và được phát hành trên hệ thống VEVO ngày 30 tháng 5 năm 2014. Đĩa đơn này được chứng nhận 4 lần Bạch kim bởi Hiệp hội Công nghiệp Ghi âm Hoa Kỳ (RIAA). Video ca nhạc cho đĩa đơn này được đề cử giải Giải Video âm nhạc của MTV cho "Hợp tác xuất sắc nhất", "Video Pop xuất sắc nhất" & "Video xuất sắc nhất của nữ ca sĩ".

## Bối cảnh sản xuất
Sau khi Grande cho phát hành album đầu tay của mình Yours Truly vào tháng 9 năm 2013 nhận được những phản hồi tích cực, vào tháng 10 năm 2013, Grande xác nhận thực hiện album thứ hai cùng nhiều nhà sản xuất từng làm việc trong album đầu tay của mình, bao gồm Harmony Samuels, Babyface, The Rascals và Tommy Brown. Ban đầu Grande dự định phát hành album trong khoảng tháng 2 năm 2014. Vào tháng 1 năm 2014, khâu ghi âm cho album chính thức được bắt đầu và Grande thông báo làm việc cùng với những nhà sản xuất mới, bao gồm Ryan Tedder, Savan Kotecha, Benny Blanco và Max Martin. Ngày 3 tháng 3 năm 2014 có xác nhận rằng Grande sẽ có hợp tác cùng Chris Brown trong đĩa đơn thứ năm trích từ album phòng thu thứ sáu của anh, mang tên "Don't Be Gone Too Long". Đĩa đơn ban đầu được dự định phát hành ngày 25 tháng 3 năm 2014, nhưng được hoãn lại trong khi Brown bị bắt giam vì tội hành hung. Grande sau đó thông báo ca khúc được dời vào ngày 17 tháng 3 năm 2014 thông qua Twitter. Trong đêm đó, cô cũng chủ trì một liên kết trực tiếp để giải thích về sự dời lại của các đĩa đơn, nơi mà cô cho ra mắt thử bốn ca khúc trích từ album sắp tới của mình Hai ngày sau đó, cô thông báo phát hành đĩa đơn đầu tiên của album này trước. Sau khi thu nhiều ca khúc cho album lần này, Grande khẳng định rằng mình chọn được đĩa đơn đầu tiên từ album này. Vào ngày 15 tháng 4, "Problem" được thông báo là tên chính thức của đĩa đơn đầu tiên trích từ album. Grande sau đó bắt đầu một cuộc đếm ngược trên mạng đến ngày phát hành ca khúc và sau đó tiết lộ nữ rapper người Úc Iggy Azalea sẽ hợp tác với cô trong bản này.

## Triển khai
— Grande nói về sự hợp tác cùng Iggy.
Grande gặp Azalea tại Lễ trao giải MTV Europe Music Awards vào năm 2013, nơi họ cùng nhau giới thiệu ở một hạng mục giải thưởng và sau đó đi chơi tại bữa tiệc của Katy Perry tại Amsterdam, nơi họ thổ lộ mong muốn hợp tác với nhau. Ban đầu họ dự định cho Azalea xuất hiện trong album đầu tay của Grande vào tháng 9 năm 2013, tuy nhiên điều này bị hủy bỏ. Khi Grande bắt đầu thực hiện bản "Problem", cô ấy nghĩ Azalea sẽ là một nửa hoàn hảo cho ca khúc này để tạo nên "một cặp song ca nữ quyền". Azalea đồng ý xuất hiện trong bài hát này và tham gia cùng nhà sản xuất Max Martin để viết phần hát riêng cho cô trước khi thu nó cho ca khúc. Big Sean, người có mặt trong đĩa đơn trước của Grande, "Right There" cũng xuất hiện trong ca khúc này như là một nghệ sĩ hát nền bằng giọng hát thì thầm trong đoạn điệp khúc của bài hát, cho dù anh không tham gia góp mặt làm khách mời trong ca khúc này. Ban đầu khi thu âm các ca khúc cho album lần này, sau khi Grande thu "Problem", cô "mất cảm tình" với ca khúc này và không muốn cho ca khúc này xuất hiện trong album. Tuy nhiên, ở khâu duyệt lại của album cùng với quản lý và hãng đĩa của mình, khi đến bài hát "Problem", Grande thốt lên "Tôi đang bị cái quái gì thế này? Khốn nạn thật!", khi nhận ra tình cảm của mình cho ca khúc này và quyết định giữ lại nó cho album. Theo lời nhạc, bài hát này diễn tả "cảm xúc cực kì sợ hãi khi phải tiếp xúc lại với một mối quan hệ không đứng đắn -- nhưng bạn lại muốn nó hơn bất cứ thứ gì khác".

## Quảng bá và phát hành
Grande tự tạo nên sự chú ý trên mạng trong những tuần sắp phát hành đĩa đơn của mình thông qua các trang mạng xếp hạng. Đầu tiên, cô phát hành những hình ảnh quảng bá từ loạt ảnh chụp cho đĩa đơn trong suốt tháng 3 năm 2014. Ngày 10 tháng 4 năm 2014, Grande nhờ người hâm mộ chọn giữa hai hình ảnh có khả năng được sử dụng làm ảnh bìa chính thức cho đĩa đơn. Cô tiết lộ ảnh bìa chiến thắng thông qua tài khoản Instagram của cô ngay ngày hôm sau cùng với hashtag #10daystilproblem và tiết lộ người hợp tác trong bài hát lần này là Iggy Azalea. Bức ảnh chiến thắng là tấm chụp Grande khi đang ngồi tựa vào một chiếc ghế xếp, mặc một chiếc camisole màu đen, cùng với một đôi tất trắng dài và một đôi giày cao gót đế kim loại. Trong tấm ảnh, Grande đang vuốt tóc trong khi đang nhìn trực diện vào máy quay. Sau khi trình diễn lần đầu ca khúc này tại Radio Disney Music Awards, ca khúc được phát hành vào nửa đêm tại iTunes ngày 28 tháng 4 năm 2014. Đĩa đơn được chọn để đặt mua trước vào ngày 21 tháng 3 năm 2014. Ba tiếng đồng hồ sau khi phát hành, "Problem" đạt vị trí đầu bảng tại bảng xếp hạng đĩa đơn của iTunes ở hơn 30 quốc gia. Đĩa đơn này được ra mắt lần đầu trên các đài phát thanh khắp thế giới nhờ vào On Air with Ryan Seacrest ngày 28 tháng 4 năm 2014. Một bản phối lại cho ca khúc này được phát hành ngày 16 tháng 5 năm 2014 với tựa đề "Young California Remix" và có sự xuất hiện thêm phần rap của rapper người Mỹ Problem.

## Cấu trúc

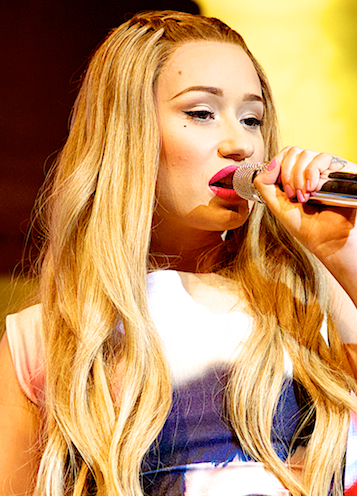
Iggy Azalea tự viết phần rap của mình. Cô là nữ nghệ sĩ thứ ba từng hợp tác với Ariana trong các đĩa đơn của cô ấy.

"Problem" là một bản nhạc Pop với giai điệu mang hơi hướng contemporary urban bao gồm nhiều yếu tố của nhạc jazz, R&B những năm 90, hip-hop và funk có chứa nhiều nhạc cụ như drums, saxophones và trumpets. Bài hát kéo dài ba phút và mười bốn giây. Ca khúc do chính Grande, cùng Savan Kotecha, Azalea, Ilya và Max Martin viết, với Ilya, Max và Shellback trong vai trò sản xuất. Bài hát bắt đầu bằng một đoạn "saxophone đậm chất jazz". Đoạn rap của Azalea bắt đầu bằng những câu "Smart money bettin' I'll be better off without you/ In no time I'll be forgettin' all about you/ You sayin' that you know but I really, really doubt you/understand my life is easy when I ain't around you". Grande thể hiện bài hát như một cô gái không thể thôi hết cảm tình với người mà mình yêu, người mà cô biết không tốt cho cô và không thể ngừng yêu một cách nhanh chóng được, trong câu "Head in the clouds/ got no weight on my shoulders/ I should be wiser and realize that I've got/ One less problem without you".

## Ý kiến chuyên môn
Ngay từ khi ra mắt, "Problem" nhận được nhiều nhận xét tích cực từ phía các nhà phê bình. Mike Wass từ Idolator miêu tả ca khúc là một "sự kết hợp giữa nhạc Pop những năm 90 cùng với xu hướng nhạc trap thịnh hình hiện nay-phần nhạc breakdown cùng tiếng kèn sax, theo đó là phần giai điệu bắt tai không thể chối cãi." Entertainment Weekly gọi nó là một bản "sử dụng lại đầy kích động" và cũng ghi rằng, "Ý tưởng khi Grande hát cùng với một cô gái bất cần như Iggy vượt ra khỏi mọi sự suy tính cùng với một kết quả thành công mà mọi người có thể mong đợi." Music Times có bình luận rằng "bản nhạc đầy giai điệu của saxophone này lại tiếp tục là một bản mang ảnh hưởng nặng nề từ những ca khúc R&B những năm 90 nằm trong album đầu tay của Grande, Yours Truly.
Pitchfork ghi danh nó ở "Ca khúc mới xuất sắc nhất" và dự đoán đây là ca khúc ăn khách tại thị trường âm nhạc. Trong một bài đánh giá cho MTV, Emilee Lindner đề cao phần âm thanh xưa cũ mà Grande cố gắng mang lại, trong khi vẫn giữ ca khúc mới mẻ và thời thượng khi gọi nó là "bản nhạc pop mới mẻ nhất ở hiện tại" và cũng có so sánh phần saxophone với đĩa đơn năm 2004 của Jennifer Lopez, "Get Right" khi nói rằng "Cho dù đoạn ấy chỉ có nhiều nốt lặp đi lặp lại, nhưng lại khiến bạn không thể nào ngừng nghe nó", trong khi phần thì thầm trong đoạn điệp khúc lại gợi nhớ đến đĩa đơn "Wait (The Whisper Song)" năm 2005 của Ying Yang Twins. Vào tháng 7 năm 2014, Billboard liệt ca khúc này vào danh sách "5 bài hát xuất sắc nhất năm 2013".

### Giải thưởng
"Problem" giành chiến thắng tại MTV Video Music Awards 2014 với hạng mục "Video Pop xuất sắc nhất" cùng 3 đề cử khác cho "Hợp tác xuất sắc nhất", "Video xuất sắc nhất của nữ ca sĩ" và "Video lời nhạc xuất sắc nhất". Bài hát cũng đồng thời đoạt giải "Đĩa đơn của nữ nghệ sĩ được yêu thích nhất" tại 2014 Teen Choice Awards, đánh dấu lần đầu tiên Grande thắng cả hai giải VMA và TCA.

## Diễn biến thương mại
Ngày 29 tháng 4 năm 2014, Billboard ghi nhận "Problem" có lượng doanh số hơn 300.000 bản ngay trong cuối tuần đầu phát hành tại Mỹ vào ngày 2 tháng 5 năm 2014, ngoài ra cũng khẳng định ca khúc có thể dễ dàng đạt vị trí trong top 10 của Billboard Hot 100 mà không cần tính đến lượng nghe radio hay điểm streaming nào thêm. Ca khúc cũng nhận được một lượng nghe đáng kể trên các đài phát thanh ngay từ rất sớm. Nó đạt tới 293 lượt nghe trên 87 đài phát thanh trong ngày đầu phát hành, theo Nielsen BDS, với 3.8 triệu thính giả tìm nghe bài hát này. "Problem" chính thức mở đầu tại vị trí thứ ba trên Billboard Hot 100 vào cuối tuần ngày 7 tháng 6 năm 2014, trở thành đĩa đơn có thứ hạng cao nhất của cô cho đến hiện nay và là đĩa đơn thứ hai của Grande mở đầu tại top 10, với đĩa đơn "The Way". Nó trở thành ca khúc có mở đầu đạt thứ hạng cao nhất của năm 2014 và là ca khúc mở đầu cao nhất kể từ ca khúc "The Monster" của Eminem hợp tác cùng Rihanna. "Problem" chỉ kém 1.3% tổng điểm so với "All of Me" của John Legend để đứng đầu bảng Hot 100. Trong tuần lễ thứ hai, "Problem" tuột mất một hạng xuống vị trí thứ tư, mặc dù lượng nghe radio và streaming tăng cao, trong khi đổi chỗ cho một ca khúc khác cũng của chính Azalea, "Fancy", hợp tác cùng Charli XCX. Tuần tiếp theo, ca khúc quay trở lại với vị trí thứ ba, trước khi đạt đến vị trí Á quân trong tuần thứ tư trong khi "Fancy" của Azalea đứng đầu cả hai bảng xếp hạng Hot 100 và Digital, vượt hơn "Problem" 28% lượng điểm để đứng đầu bảng Hot 100. Tuần lễ sau khi phát hành video cho bài hát này, nó vẫn giữ nguyên vị trí thứ hai, cho dù nhận được một lượng lớn lượt nghe và lượng điểm streaming.
Trên Billboard Pop Songs, ca khúc mở đầu tại vị trí thứ 28 và đạt vị trí thứ 21 trong tuần thứ hai trong bảng xếp hạng. Từ đó, nó đạt vị trí thứ 11 trong tuần thứ năm trong bảng xếp hạng. Nó mở đầu tại Billboard Rhythmic Songs tại vị trí thứ 24, nó tăng tám hạng đến vị trí thứ 16 trong tuần thứ hai và gần đây đã đạt đến vị trí thứ sáu. "Problem" bị lỡ mất một tuần đầu phát hành trong bảng xếp hạng Billboard Radio Songs. Nó chính thức mở đầu tại vị trí thứ 30 trong bảng xếp hạng, tăng đến 70% lượng khán giả từ 24 triệu lên đến 41 triệu. Sau đó, nó vượt 14 hạng để đạt đến vị trí thứ 16 trong tuần lễ thứ hai, giành giải Airplay Gainer của Hot 100 Nó đạt đến top 10 của bảng xếp hạng Radio Songs tại vị trí thứ 10 trong tuần lễ thứ ba nằm trong bảng xếp hạng, tăng đến 30% lượng khán giả từ 56 triệu đến 73 triệu. Theo đó, ca khúc cũng mở đầu bảng xếp hạng Streaming Songs tại vị trí thứ chín và sau đó tăng 5 bậc đến vị trí thứ tư trong tuần thứ hai, với lượng người nghe theo thứ tự tuần là 4.4 triệu và 8.5 triệu. Cho đến nay, nó đạt đến vị trí thứ hai trong tuần thứ ba trong bảng xếp hạng.
"Problem" mở đầu tại vị trí đầu bảng tại Billboard Hot Digital Songs, với 438.000 bản ngay trong tuần đầu tiên phát hành, trở thành đĩa đơn có lượng tiêu thụ lớn nhất trong tuần đầu phát hành của năm 2014 và cũng là ca khúc có lượng tiêu thụ dưới dạng kĩ thuật số lớn nhất của cô, phá vỡ kĩ lục trước đây của chính cô với "The Way". Đây cũng là đĩa đơn đạt quán quân đầu tiên của Grande. Tính theo tổng thể, đây là đĩa đơn có cú mở đầu thành công thứ tám dưới dạng kĩ thuật số và là đĩa đơn thành công thứ tư của một nghệ sĩ nữ, đứng sau Taylor Swift với "We Are Never Ever Getting Back Together" (2012), Katy Perry với "Roar" (2013) và "Born This Way" của Lady Gaga (2011). Hơn thế nữa, ở tuổi 20, Grande trở thành nữ nghệ sĩ trẻ nhất có cú mở đầu hơn 400.000 lượt tải về. "Problem" cũng trở thành bản hợp tác giữa hai nữ nghệ sĩ đơn ca có cú mở đầu cao nhất, kể từ "Give Me All Your Luvin'" bởi Madonna, Nicki Minaj và M.I. A. mở đầu tại vị trí thứ mười ba trên bảng xếp hạng sau màn trình diễn của Madonna tại Super Bowl XLVI Halftime Show vào tháng 2 năm 2012. "Problem" có tuần thứ hai giữ ngôi đầu bảng tại bảng xếp hạng Digital Songs với thêm 235.000 bản được tiêu thụ, cho dù đã giảm 46%. Ca khúc lại lần nữa đứng đầu bảng trong tuần thứ ba khi đạt thêm 248.000 bản nữa, trước khi lùi lại vị trí thứ hai trong tuần thứ tư nằm trong bảng xếp hạng, cho dù tăng 15% với 284,000 bản được tiêu thụ. Cũng trong tuần lễ đó, nó tiêu thụ hơn 1 triệu bản kĩ thuật số và được chứng nhận Bạch kim vào tháng 5 năm 2014, trở thành ca khúc thứ hai của Grande đạt 1 triệu bản tiêu thụ. Tính đến tháng 8 năm 2014, nó tiêu thụ được tổng cộng 2,740,000 bản kĩ thuật số tại Hoa Kỳ.
Ngày 17 tháng 5 năm 2014, "Problem" mở đầu tại vị trí thứ ba tại Canadian Hot 100, trở thành đĩa đơn đầu tiên của cô đạt đến top 10 tại quốc gia này. Trong tuần lễ thứ hai, ca khúc lùi lại vị trí thứ 15. Trong tuần thứ ba và thứ tư, nó trở lại top 10 lần lượt tại các vị trí thứ 6 và thứ 4. "Problem" cũng là ca khúc đầu tiên dẫn đầu bảng xếp hạng hàng tuần của Billboard mang tên Billboard Twitter Top Tracks vào ngày 12 tháng 6 năm 2014.

### Châu Âu và châu Đại Dương
Tại Anh Quốc, "Problem" mở đầu tại ngôi quán quân UK Singles Chart trong tuần lễ ngày 6 tháng 7 năm 2014, lần lượt trở thành đĩa đơn thứ tư và thứ bảy của Grande và Azalea có mặt trên bảng xếp hạng và cũng là đĩa đơn đầu tiên của cả hai đạt ngôi vị đầu bảng. Theo Official Charts Company, "Problem" làm nên kì tích trong lịch sử bảng xếp hạng tại Anh khi là bài hát đầu tiên có tuần mở đầu tại ngôi quán quân mà chỉ dựa trên lượng đĩa bán ra, với tổng lượng đơn vị bán ra là 113.000 bản. Tại Ultratop 50 của Bỉ, "Problem" đạt lần lượt các vị trí thứ 26 và 40 trên hai bảng xếp hạng Flanders và Wallonia. Nó cũng mở đầu tại vị trí thứ 22 tại Thụy Sĩ, trở thành đĩa đơn đầu tiên của Grande có mặt trong bảng xếp hạng tại khu vực đó. Nó còn xuất hiện tại Hà Lan ở vị trí thứ 10, tại Tây Ban Nha ở vị trí thứ 11, và lần lượt ở vị trí thứ 31, 25, 87 tại Áo, Đức và Brazil.
Ở New Zealand, "Problem" xuất hiện lần đầu tại ngôi đầu bảng trên New Zealand Singles Chart trong tuần lễ ngày 5 tháng 5 năm 2014, trở thành cú mở đầu cao nhất của tuần lễ, giúp Grande có đĩa đơn đầu tiên đạt ngôi đầu tại đó và có đĩa đơn thứ hai lọt vào top 40. Trong tuần lễ thứ hai, nó rơi xuống vị trí thứ hai, nhường chỗ cho bài hát "Fancy" của Iggy Azalea cùng Charli XCX đạt ngôi đầu bảng.
Tại Úc, "Problem" là đĩa đơn đầu tiên của Grande đạt đến top 10 sau khi đạt đến vị trí thứ 4 trên Australian Singles Chart, và sau đó rơi xuống ngôi Á quân trong tuần lễ tiếp theo và giữ nguyên vị trí đó trong vòng 2 tuần liên tiếp, trở thành đĩa đơn thành công nhất và là đĩa đơn đạt top 40 thứ hai của cô tại đó, sau khi đĩa đơn "The Way" đạt đến vị trí thứ 37 hồi tháng 4 năm 2013

## Video âm nhạc
Grande ghi hình video lời nhạc cho "Problem" vào ngày 10 tháng 4 năm 2014 cùng với Jones Crow trong vai trò đạo diễn. Grande chỉnh sửa video này cùng Jones Crow và hoàn thành nó vào ngày 13 tháng 4 năm 2014. Video này được phát hành trên hệ thống VEVO vào ngày 30 tháng 4 năm 2014, bao gồm nhiều cảnh Grande và Azalea đang trình diễn trong khung nền trắng đen, đứng sau một máy lọc hình chong chóng đang quay.
Video chính thức cho "Problem" được thực hiện ghi hình trong cùng thời điểm đĩa đơn được phát hành vào ngày 29 tháng 4 năm 2014, do Nev Todorovic đạo diễn, người từng làm việc cùng Grande trong video "Right There" & "Almost Is Never Enough". Ngày 8 tháng 5 năm 2014, Grande giới thiệu những hình ảnh từ hậu trường quay video, có bao gồm hình ảnh Grande đang cưỡi một chiếc mô-tô trong khi Azalea đang vuốt ve mái tóc vàng của cô. Chủ đề vẫn được dựa trên nền phim trắng đen và đoạn mở đầu của video lời nhạc được phát hành và có sự góp mặt của Big Sean. Ngày 23 tháng 5, Grande phát hành một đoạn hé lộ cho video tới của mình trên tài khoản Instagram chính thức của cô. Phần hóa trang cho các vũ công nhảy nền được thực hiện bởi Mariah Kraft và trợ lý Lindsey McDaris của cô. Video này được phát hành vào ngày 30 tháng 5 năm 2014 và được chứng nhận 100 triệu lượt xem của hệ thống VEVO, trở thành video âm nhạc thứ hai của Grande đạt chứng nhận này, cùng với "The Way".

## Trình diễn trực tiếp
"Problem" được Grande trình diễn trực tiếp lần đầu tiên tại Radio Disney Music Awards vào 27 tháng 4 năm 2014, và tại White Party. Cô cũng trình diễn tại iHeartRadio vào ngày 1 tháng 5 năm 2014. và trên The Ellen DeGeneres Show ngày 6 tháng 5 năm 2014 Cô sau đó trình diễn ca khúc này tại Wango Tango cùng Azalea ngày 10 tháng 5. Cô cũng trình diễn ca khúc này tại Billboard Music Awards 2014 vào ngày 18 tháng 5 năm 2014. Sau đó, Grande tiếp tục trình diễn trong vòng chung kết mùa thi thứ 18 của chương trình Bước nhảy hoàn vũ Hoa Kỳ vào ngày 20 tháng 5 và tại 2014 MuchMusic Video Awards vào ngày 15 tháng 6. Cô lại trình diễn "Problem" tại 2014 iHeartRadio Ultimate Pool Party và phiên bản piano trong ngày phát sóng trở lại của chương trình Total Request Live.

## Danh sách bài hát
- Tải nhạc số[101]

1. "Problem" – 3:14

- Đĩa đơn dạng CD[102]

1. "Problem" - 3:14
2. "Problem (bản phối lại của Dawin)" - 3:25
3. "Problem (bản phối lại của Noodles & Devastator)" - 3:12
4. "Problem (bản phối lại của Kassiano)" - 4:21

## Xếp hạng và chứng nhận
| Bảng xếp hạng (2014)                            | Thứ hạng cao nhất |
| ----------------------------------------------- | ----------------- |
| Úc (ARIA)                                       | 2                 |
| Áo (Ö3 Austria Top 40)                          | 17                |
| Bỉ (Ultratop 50 Flanders)                       | 15                |
| Bỉ (Ultratop 50 Wallonia)                       | 15                |
| Brazil (Billboard Brasil Hot 100)               | 87                |
| Canada (Canadian Hot 100)                       | 3                 |
| Colombia (National-Report)                      | 3                 |
| Croatia (Airplay Radio Chart)                   | 3                 |
| Cộng hòa Séc (Rádio Top 100)                    | 41                |
| Đan Mạch (Tracklisten)                          | 5                 |
| Phần Lan (Suomen virallinen lista)              | 6                 |
| Pháp (SNEP)                                     | 14                |
| Trường songid là BẮT BUỘC CHO BẢNG XẾP HẠNG ĐỨC | 19                |
| Greece Digital Songs (Billboard)                | 3                 |
| Ireland (IRMA)                                  | 1                 |
| Nhật Bản (Japan Hot 100)                        | 18                |
| Lebanon (The Official Lebanese Top 20)          | 3                 |
| Mexico (Billboard Mexican Airplay)              | 5                 |
| Hà Lan (Dutch Top 40)                           | 5                 |
| Hà Lan (Single Top 100)                         | 10                |
| New Zealand (Recorded Music NZ)                 | 1                 |
| Na Uy (VG-lista)                                | 6                 |
| Ba Lan (Polish Airplay Top 100)                 | 13                |
| Scotland (OCC)                                  | 1                 |
| Slovakia (Rádio Top 100)                        | 28                |
| South Korea International Chart (GAON)          | 6                 |
| Tây Ban Nha (PROMUSICAE)                        | 11                |
| Thụy Điển (Sverigetopplistan)                   | 5                 |
| Thụy Sĩ (Schweizer Hitparade)                   | 19                |
| Anh Quốc (OCC)                                  | 1                 |
| Hoa Kỳ Billboard Hot 100                        | 2                 |
| Hoa Kỳ Adult Contemporary (Billboard)           | 22                |
| Hoa Kỳ Adult Pop Airplay (Billboard)            | 8                 |
| Hoa Kỳ Dance Club Songs (Billboard)             | 12                |
| Hoa Kỳ Pop Airplay (Billboard)                  | 1                 |
| Venezuela (Record Report)                       | 87                |
| Venezuela Pop (Record Report)                   | 26                |

| Quốc gia                                                                           | Chứng nhận  | Số đơn vị/doanh số chứng nhận |
| ---------------------------------------------------------------------------------- | ----------- | ----------------------------- |
| Úc (ARIA)                                                                          | 2× Bạch kim | 140.000^                      |
| New Zealand (RMNZ)                                                                 | Bạch kim    | 80,000*                       |
| Thụy Điển (GLF)                                                                    | 2× Bạch kim | 40.000‡                       |
| Anh Quốc (BPI)                                                                     | Vàng        | 400,000‡                      |
| Hoa Kỳ (RIAA)                                                                      | 4× Bạch kim | 3,100,000                     |
| Điểm trực tuyến                                                                    |             |                               |
| Đan Mạch (IFPI Đan Mạch)                                                           | Bạch kim    | 2,600,000^                    |
| Tây Ban Nha (PROMUSICAE)                                                           | Vàng        | 4,000,000*                    |
| * Chứng nhận dựa theo doanh số tiêu thụ. ^ Chứng nhận dựa theo doanh số nhập hàng. |             |                               |

## Lịch sử phát hành
| Quốc gia    | Ngày                | Định dạng              | Nhãn đĩa         |
| ----------- | ------------------- | ---------------------- | ---------------- |
| Canada      | 28 tháng 4 năm 2014 | Tải nhạc số            | Universal Music  |
| Hoa Kỳ      | 28 tháng 4 năm 2014 | Tải nhạc số            | Republic Records |
| Úc          | 29 tháng 4 năm 2014 | Tải nhạc số            | Universal Music  |
| Bỉ          | 29 tháng 4 năm 2014 | Tải nhạc số            | Universal Music  |
| Đan Mạch    | 29 tháng 4 năm 2014 | Tải nhạc số            | Universal Music  |
| Phần Lan    | 29 tháng 4 năm 2014 | Tải nhạc số            | Universal Music  |
| Pháp        | 29 tháng 4 năm 2014 | Tải nhạc số            | Universal Music  |
| Đức         | 29 tháng 4 năm 2014 | Tải nhạc số            | Universal Music  |
| Ý           | 29 tháng 4 năm 2014 | Tải nhạc số            | Universal Music  |
| Hà Lan      | 29 tháng 4 năm 2014 | Tải nhạc số            | Universal Music  |
| New Zealand | 29 tháng 4 năm 2014 | Tải nhạc số            | Universal Music  |
| Na Uy       | 29 tháng 4 năm 2014 | Tải nhạc số            | Universal Music  |
| Thụy Sĩ     | 29 tháng 4 năm 2014 | Tải nhạc số            | Universal Music  |
| Hoa Kỳ      | 29 tháng 4 năm 2014 | Contemporary hit radio | Republic Records |
| Hoa Kỳ      | 29 tháng 4 năm 2014 | Rhythmic contemporary  | Republic Records |
| Ý           | 30 tháng 5 năm 2014 | Contemporary hit radio | Universal Music  |
| Hoa Kỳ      | 10 tháng 6 năm 2014 | Urban contemporary     | Republic Records |
| Anh Quốc    | 29 tháng 6 năm 2014 | Tải nhạc số            | Republic Records |
| Anh Quốc    | 30 tháng 6 năm 2014 | Đĩa đơn dạng CD        | Universal Music  |
| Anh Quốc    | 30 tháng 6 năm 2014 | Contemporary hit radio | Universal Music  |
| Đức         | 11 tháng 7 năm 2014 | Đĩa đơn dạng CD        | Universal Music  |